# قرة وليلو
قرة وليلو هي قرية في مقاطعة مشكين شهر، إيران. عدد سكان هذه القرية هو 101 في سنة 2006.